# Retângulo

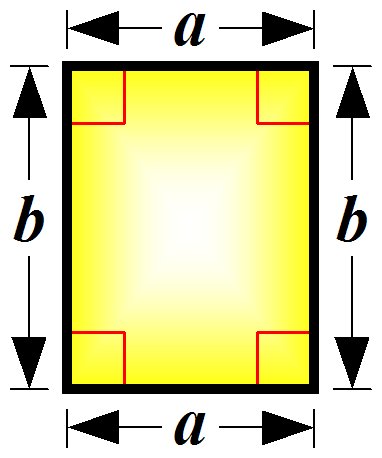
Retângulo.

Um retângulo (AO 1945: rectângulo) é um quadrilátero que possui todos os ângulos internos congruentes. Assim percebemos que todo retângulo é também um paralelogramo, cujos  ângulos internos são ângulos retos. O quadrado é um caso particular de um retângulo em que todos os lados têm o mesmo comprimento.
A soma dos ângulos internos de um retângulo é 360°.

## Definição
Um retângulo é um quadrilátero plano convexo, cujos ângulos são todos congruentes.
{\displaystyle ABCD\quad {\text{é retângulo}}\qquad \Longleftrightarrow \qquad {{\hat {A}}\equiv {\hat {B}}\equiv {\hat {C}}\equiv {\hat {D}}}}
Assim, têm-se que todo retângulo é um paralelogramo que possui todos seus ângulos internos medindo {\displaystyle 90^{\circ }}.
Por convenção, chama-se de base do retângulo o seu lado de maior comprimento e de altura do retângulo o comprimento de seu menor lado.

## Elementos
- Lados: por ser um tipo especial de paralelogramo, um retângulo possui quatro lados, dois a dois congruentes. Por convenção chama-se de bases do retângulo os lados de maior comprimento e de altura os lados de menor comprimento.
- Ângulos :por definição, então, os quatro ângulos de todo retângulo medem 360 graus.{\displaystyle 90^{\circ }}.
- Diagonais: todo retângulo possuem duas diagonais, que, além de serem congruentes, se interceptam nos seus respectivos pontos médios.[2]

## Fórmulas
Consideremos um retângulo de base {\displaystyle a} e altura {\displaystyle b}. Temos:
- perímetro:

{\displaystyle p=2(a+b)}
- área ou superfície:[1]

{\displaystyle A=a\cdot b}
- Comprimento de cada diagonal:

{\displaystyle d={\sqrt {a^{2}+b^{2}}}}